# Берман, Борис Захарович
Бори́с Заха́рович Бе́рман (1897, Чита — 28 июля 1938, Москва) — деятель ВКП(б), 1-й секретарь Удмуртского областного комитета ВКП(б), 3-й секретарь Свердловского областного комитета ВКП(б). Входил в состав особой тройки НКВД СССР.

## Биография
Борис Захарович Берман родился в 1897 году в Чите в семье крестьянина-середняка. Еврей. В 1916 г. окончил гимназию в Чите и в августе был мобилизован в Русскую императорскую армию рядовым особого батальона в Царицыне. В апреле 1917 г. вступил в коммунистическую партию. С апреля по июль 1917 г. юнкер Иркутского военного училища, после окончания которого в звании прапорщика командовал взводом 141-го пехотного полка, расположенного в Уфе. Участвовал в Первой мировой войне. С сентября 1917 г. по март 1918 г. член военной секции Совета рабочих, крестьянских и красноармейских депутатов, председатель полкового комитета 158-го Кутаисского пехотного полка Румынского фронта.
В апреле-августе 1918 г. член коллегии и секретарь Забайкальского областного ЧК в Чите. С сентября 1918 г. по апрель 1919 г. на подпольной партработе в городах Нерчинск и Сретенск Забайкальской области и ст. Бушулей Забайкальской железной дороги. С апреля по ноябрь 1919 г. на подпольной партработе в Благовещенске и на Селемджинских приисках Амурской области. Участвовал в Гражданской войне в России: с ноября 1919 г. по март 1920 г. партизан отряда Иванова в Буреинском округе Амурской области. В апреле-июле 1920 г. секретарь Военного совета Амурского фронта в Благовещенске. С июля по ноябрь 1920 секретарь эмиссариата Амурской области в Благовещенске. С ноября 1920 г. по февраль 1921 партследователь Дальне-Восточной контрольной комиссии в Чите. С марта по июнь 1921 г. секретарь Дальне-Восточного секретариата ИККИ. С июня 1921 г. по март 1922 г. обучался в лекторской группе Коммунистического университета трудящихся востока им. И. В. Сталина. В марте-октябре 1922 г. заместитель ректора Среднеазиатского отделения КУТВ им. И. В. Сталина в Ташкенте. С октября 1922 г. по март 1924 г. преподаватель и партработник, с марта 1924 г. по февраль 1927 г. секретарь партийной комиссии КУТВ им. И. В. Сталина в Москве. В феврале-октябре 1927 г. в загранкомандировке в Китае. С ноября 1927 г. по декабрь 1930 г. секретарь парткома Коммунистического университета трудящихся Китая, с января 1931 г. по март 1933 г. слушатель экономического отделения Института красной профессуры. С апреля 1933 г. по декабрь 1934 г. заведующий отделом культуры и пропаганды Горьковского крайкома ВКП(б) в Горьком. 
26 января—10 февраля 1934 года делегат XVII съезда ВКП(б).
С 20 декабря 1934 г. 1-й секретарь обкома ВКП(б) Удмуртской автономной области, а с 28 декабря 1934 г. в связи с образованием республики и по 10 июня 1937 г. 1-й секретарь Удмуртского обкома ВКП(б). С 20 июня 1937 г. по март 1938 г. 3-й, 2-й секретарь Свердловского обкома ВКП(б). Решением Политбюро ЦК ВКП(б) 7 августа 1937 г. утвержден членом тройки Управления народного комиссариата внутренних дел по Свердловской области, созданной по приказу НКВД СССР от 30.07.1937 № 00447 и активным участием в сталинских репрессиях.
Арестован 28 марта 1938 г. После чего был исключен из партии. Политбюро ЦК ВКП(б) 26 июля 1938 г. по списку санкционировало применение высшей меры наказания. Приговорён к ВМН ВКВС СССР 28 июля 1938 года. Обвинялся по статьям 58-1а, 58-8 УК РСФСР за участии в контр-революционной террористической организации (по показаниям Бермана антисоветская организация правых, в которую был завербован в 1935 году в г. Кирове Столяром). Расстрелян в день вынесения приговора в Хабаровске. Захоронен в Московской области в окрестностях п. Коммунарка. В ЗАГС сообщено, что Берман умер, отбывая наказание, 28 июля 1938 г. Реабилитирован 25 августа 1956 г. определением ВКВС СССР за отсутствием состава преступления. Восстановлен в КПСС решением КПК при ЦК КПСС 30 января 1957 г.